# Rick McCallum
Richard "Rick" McCallum (n. 23 august 1952, Heidelberg, Germania) este un producător de film american de origine germană. Este cel mai cunoscut ca producător al serialului Aventurile tânărului Indiana Jones, al seriei de filme prequel Războiul stelelor și al relansării seriei originale. McCallum este notabil pentru colaborarea sa frecventă cu producătorul american George Lucas.

## Legături externe
- Rick McCallum la Internet Movie Database
- Interview in Czech television 2013 March 23